# Grontone
Il Grontone è un torrente del medio-alto appenninco tosco-emiliano che scorre interamente in provincia di Parma, affluente in destra del Taro.

## Corso del torrente
La sorgente del Grontone si trova in una località chiamata La Libia sul M. Marino ad una quota di circa 900 m, nel territorio comunale di Berceto. Nel tratto iniziale scorre all'interno di un'area forestata dove riceve il contributo di numerosi piccoli rii provenienti dalla zona di Pagazzano e Castellonchio. Il primo affluente ed unico di una certa importanza è il rio Scrivani che riceve in prossimità della località di Scartazzano. Dopo la confluenza il letto del torrente si fa particolarmente ampio e ciottoloso iniziando anche a segnare il confine fra i comuni di Terenzo e Berceto. Sempre scorrendo in direzione nord-ovest in una valle che risulota essere molto poco antropizzata, il torrente, dopo aver ricevuto l'apporto di numerosi piccoli rii e ad aver allargato ancora di più il letto, confluisce nel Taro di fronte al paese di Solignano.

## Regime idrologico
Il Grontone è un torrente del medio appennino settentrionale e pertanto è soggetto a secche estive importanti, arrivando talvolta a seccarsi e a piene improvvise in autunno. Pur in assenza di dati specifici di portata il Grontone risulta essere uno degli affluenti di destra del Taro più importanti del tratto medio appenninico. Dalla sorgente alla foce il Grontone è lungo 9 km e il suo bacino imbrifero è di 22.1 km2. La portata di colmo di piena stimata con un tempo di ritorno di 20 anni è 63.3 m3/s.

## Curiosità
Un tempo la Val Grontone era famosa per i marmi che si estraevano a Villa di Pagazzano